# Friedrich Roemer (Verwaltungsjurist)
Friedrich Roemer (* 2. Juni 1912 in Stuttgart; † 18. Mai 1996 in Esslingen am Neckar) war ein deutscher Verwaltungsjurist und Regierungspräsident.

## Leben
Friedrich Roemer war der Urenkel von Friedrich von Römer und Sohn eines Amtsgerichtsrats. Er legte 1933 das Abitur ab und begann im selben Jahr ein Studium der Rechtswissenschaften an der Eberhard Karls Universität Tübingen und gehörte der Akademischen Verbindung Igel Tübingen an. Roemer bestand 1938 seine erste juristische Staatsprüfung und 1943 die zweite Staatsprüfung. 
Von 1945 bis 1949 war Friedrich Roemer Leiter der Hauptabteilung 1 (Kanzleidirektor) beim Staatssekretariat für Innere Angelegenheiten in Württemberg-Hohenzollern. 1949 wurde er Landrat des Landkreises Balingen. In diesem Amt blieb er, bis er 1967 Regierungspräsident im Regierungsbezirk Nordwürttemberg wurde. Nach der Auflösung dieses Bezirks übernahm er dieselbe Aufgabe im nachfolgenden Regierungsbezirk Stuttgart, 1977 ging er in Pension. 1972 erhielt Roemer das Bundesverdienstkreuz 1. Klasse und 1977 das Große Bundesverdienstkreuz.
Er war Mitglied der SPD.